# 青木夏奈
青木 夏奈（あおき なつな、1997年7月28日 - ）は、フリーで活動しているラジオパーソナリティ、司会者、リポーターである。RNCカレッジ卒業。

## 人物
ラジオスローリーの後番組である「なつな、もうすぐ月あかり」のパーソナリティを務めている。また、CHIT CHAT RADIO（火曜日担当）のラジオカーレポーターも担当している。2021年12月11日をもって波のりラジオ（ラジオカーレポーター）を卒業した。

## 過去に出演していた番組
- なつな、もうすぐ月あかり
- 波のりラジオ（ラジオカーレポーター）
- CHIT CHAT RADIO（ラジオカーレポーター、火曜日担当）